# My Hero
My Hero er en amerikansk stumfilm fra 1912 af D. W. Griffith.

## Medvirkende
- Henry B. Walthall
- Dorothy Gish
- Robert Harron
- Walter P. Lewis
- Kate Bruce